# جاكوب بيرغر
جاكوب بيرغر (بالإنجليزية: Jacob Berger)‏ هو كاتب سيناريو ومخرج بريطاني، ولد في 1963 في غلوسترشير في المملكة المتحدة.

## وصلات خارجية
- الموقع الرسمي
- جاكوب بيرغر على موقع IMDb (الإنجليزية)
- جاكوب بيرغر على موقع ألو سيني (الفرنسية)
- جاكوب بيرغر على موقع أول موفي (الإنجليزية)
- جاكوب بيرغر على موقع قاعدة بيانات الأفلام السويدية (السويدية)
- جاكوب بيرغر على موقع قاعدة بيانات الفيلم (الإنجليزية)
- جاكوب بيرغر على موقع كينوبويسك (الروسية)